# ودرا، استونی
ودرا، استونی (به لاتین: Vedra, Estonia) یک روستا در استونی است که در دهستان لنه-نیگولا واقع شده‌است.